# 馬和之

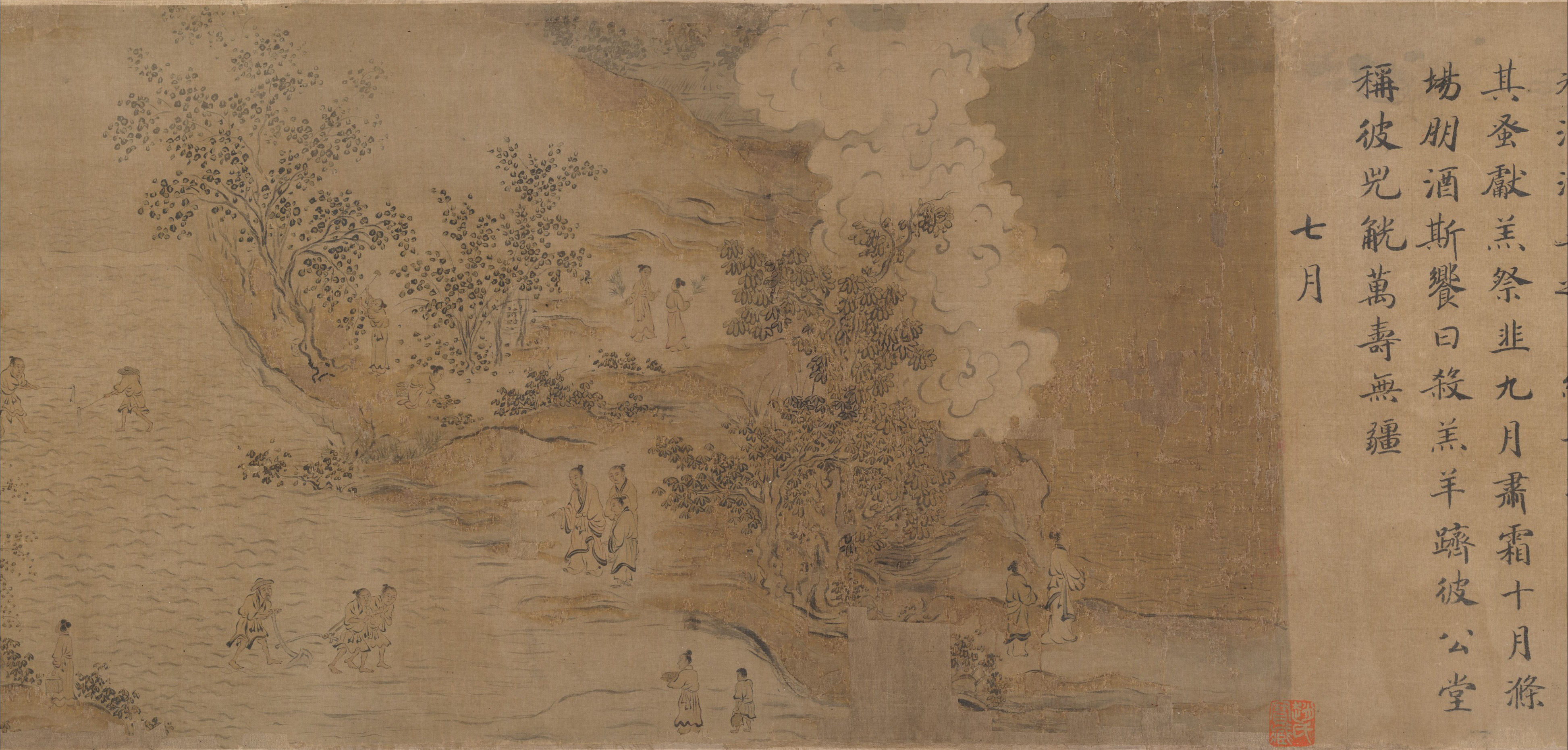
詩經豳風圖

馬和之（1130年—1170年），錢塘（今浙江杭州）人，南宋画家。
紹興（1131年－1162年）年間進士，官至工部侍郎。擅畫人物、佛像、山水，被譽為御前畫院十人之首。自創柳葉描，脫體於吳道子“萊條”，後自成一格，行筆飄逸，著色輕淡，自由簡疏，流暢飄動，人稱“小吳生”（吳生指吳道子）。宋高宗、孝宗每寫《詩經》，均命其補圖。傳世作品有《唐風圖》、《豳風圖》等。